# Keihin
Keihin Corporation (株式会社ケーヒン, Kabushiki kaisha Keihin) est un équipementier automobile et motocyclette japonais. L'entreprise est notamment connue pour ses carburateurs.
Fondée à Kawasaki le 19 décembre 1956 sous le nom de Keihin Seiki Manufacturing Co., Ltd., elle fournit désormais des pièces pour de nombreux constructeurs comme Honda, KTM ou Yamaha.

## Historique
La société se développa rapidement et fournit dès 1957 des carburateurs pour les moteurs de motocyclettes Dream de Honda et Rabbit (en) de Fuji Heavy Industries. En 1963, soit six ans après ceux pour motocyclette, Keihin fournit à Honda des carburateurs pour automobile. Ils équiperont les Honda S500, S600 et S800.
En octobre 2019, Hitachi fusionne sa filiale Hitachi Automotive Systems avec Keihin, Showa Corporation et Nissin Kogyo, trois entreprises détenus au moins en partie par Honda, à la suite de cette opération Hitachi possèdera 66 % du nouvel ensemble et Honda 33%.

## Résultats financiers

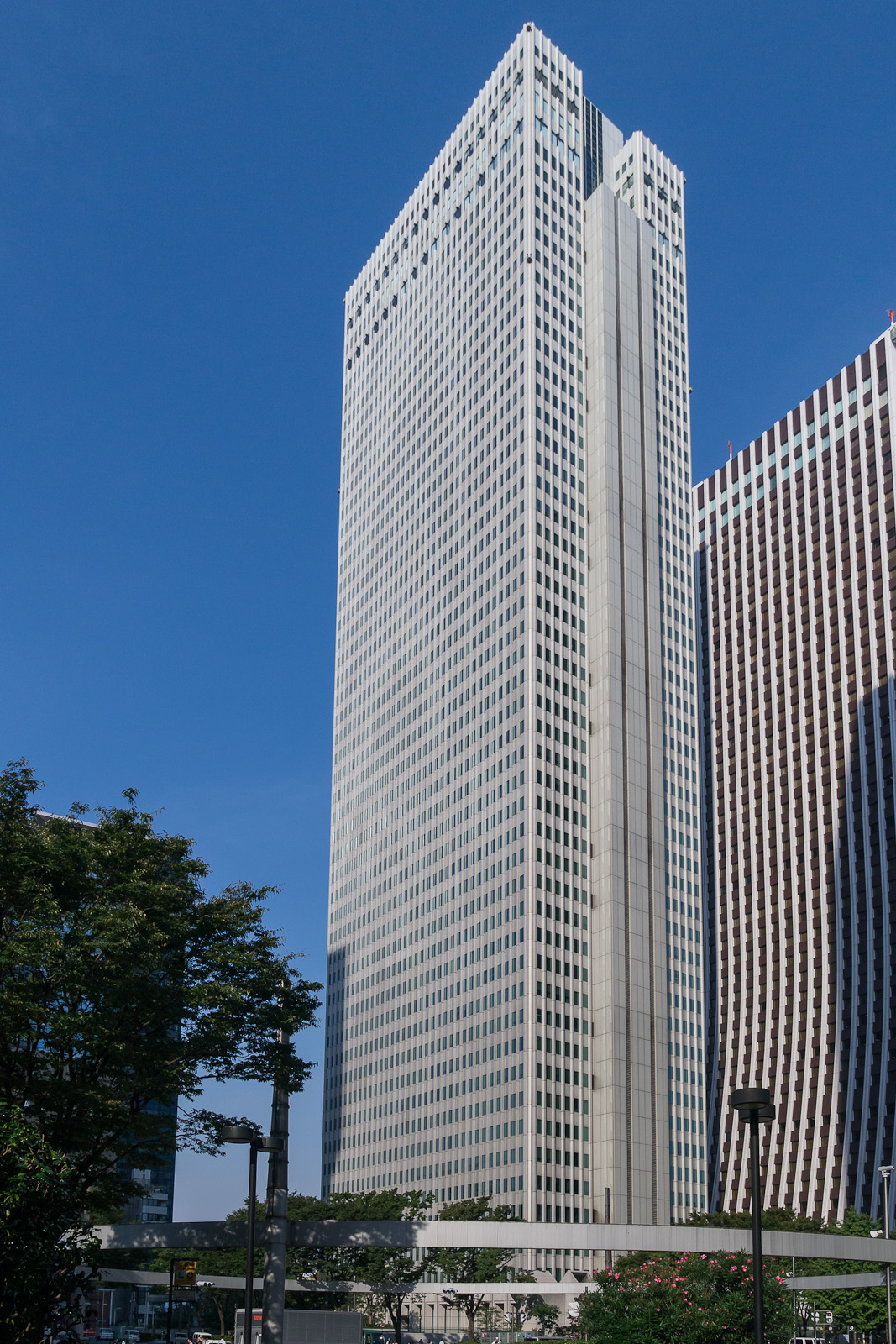
Le en, où se trouve le siège social de Keihin Corporation.

Durement touchés par la crise touchant le secteur automobile, les résultats financiers de Keihin sont en nette baisse par rapport à ceux de 2011, le bénéfice reculant de 65,6 %. Le chiffre d'affaires résiste mieux et ne perd que 6,6 % par rapport à 2011.
|      | Chiffre d'affaires (en dollars) | Bénéfice net (en dollars) | Capitalisation boursière (en dollars) |
| 2006 | 2 562 012 000                   | 148 982 000               | 1 669 583 000                         |
| 2007 | 2 800 612 000                   | 108 822 000               | 1 785 326 000                         |
| 2008 | 3 386 774 000                   | 111 799 000               | 2 130 976 000                         |
| 2009 | 2 935 326 000                   | 57 264 000                | 1 870 622 000                         |
| 2010 | 2 750 835 000                   | 82 047 000                | 2 082 335 000                         |
| 2011 | 3 349 260 000                   | 148 219 000               | 2 327 805 000                         |
| 2012 | 3 163 332 000                   | 51 581 000                | 2 466 535 000                         |
| ---- | ------------------------------- | ------------------------- | ------------------------------------- |

Depuis 2002, le siège social de Keihin est situé au 39e étage du Shinjuku Nomura Building, situé dans l'arrondissement de Shinjuku-ku à Tōkyō. Auparavant, il se situait à environ un kilomètre de là, au Da Vinci Shinjuku Building.

## Compétition

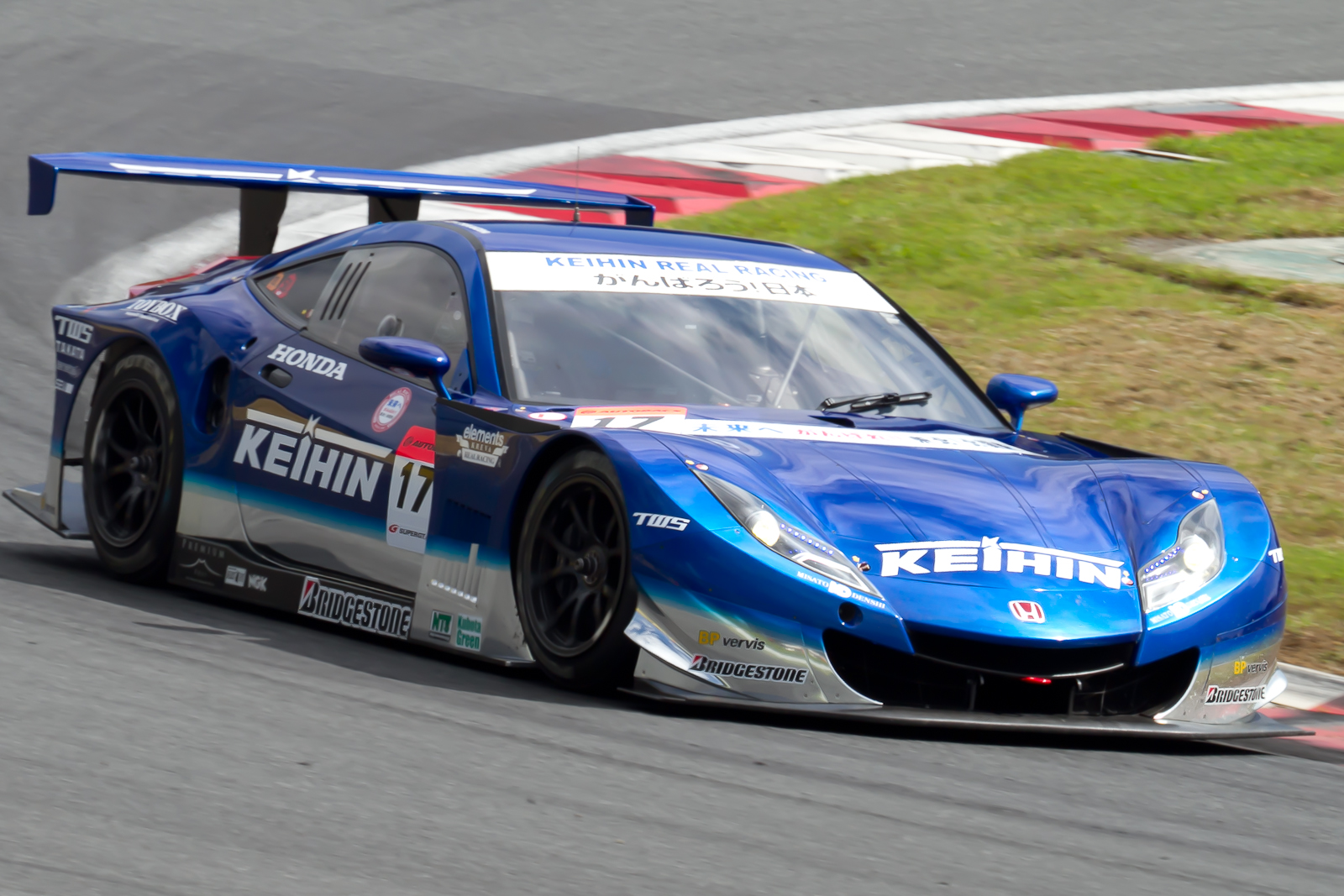
La Honda HSV-010 GT engagée par Keihin en GT500.

Depuis 2010, Keihin engage une Honda HSV-010 GT en Super GT en partenariat avec Real Racing. Elle signa sa première victoire la même année, pilotée par Toshihiro Kaneishi (en) et Koudai Tsukakoshi, aux 300 km du Sportsland SUGO. L'année d'avant, ces pilotes étaient au volant d'une Honda NSX, engagée par la même équipe.